# 双陽区
双陽区（そうよう-く）は中華人民共和国吉林省長春市南東部に位置する市轄区。

## 歴史
双陽に行政組織が設置されたのは清代になってからである。清朝は公文書を伝送する目的で各地に駅站を設置し、双陽もこうした駅站の一つであった。設置時期には諸説あり、『双陽県志』や『満洲国地方事情体系』では乾隆年間にスワヤン（蘇完延）站が設置されたとする一方、康熙年間に編纂された『柳辺紀略』ではニングタ（寧古塔）将軍（1683年にギリン（吉林）将軍と改称）管轄の22站の中のイバタン（一把淡、伊巴丹）站とイルメン（伊爾門、飲馬河）站の間にスワヤン（蘇瓦塩、双陽）站の名称が記録されている。また『寧古塔紀略』には双羊河站の名称で1681年（康熙20年）以前に設置されたとの記録もある。
清代を通して開発が制限された双陽地区であるが、1877年（光緒3年）以降は農業開発が進められ人口が次第に増加し、1910年（宣統2年）には駅站から双陽県に改編された。満洲国が成立すると1942年（康徳9年）に伊通県と合併し通陽県が成立した。満洲国崩壊後は伊通県も再度分割され、双陽県は春陽県（後に双陽県と改称）として再設置された。1995年7月6日に市轄区に改編され現在に至っている。

## 行政区画
4街道、3鎮、1民族郷を管轄：
- 街道弁事処：雲山街道、平湖街道、奢嶺街道、山河街道
- 鎮：斉家鎮、太平鎮、鹿郷鎮
- 民族郷:双営子回族郷

## 交通

### 鉄道
- 中国鉄路総公司
  - 長双煙線、双白線
    - 双陽駅